# Australiobates solomis
Australiobates solomis är en kvalsterart som beskrevs av Cook 1983. Australiobates solomis ingår i släktet Australiobates och familjen Hygrobatidae. Inga underarter finns listade.